# Marlene Ferraz
Marlene Ferraz (1979) é uma escritora portuguesa.
Com formação em Psicologia, tem vindo a dedicar-se à escrita, particularmente ao conto e ao romance, tendo publicado o primeiro em 2013, A Vida Inútil de José Homem, Prémio Agustina Bessa-Luís (2012), marcado pelas suas reflexões sobre a guerra colonial em Angola (traduzido para búlgaro em 2017). Em 2017, é publicado o segundo romance, As Falsas Memórias de Manoel Luz, finalista do Grande Prémio de Romance e Novela da Associação Portuguesa de Escritores (APE), que explora a vulnerabilidade da condição humana e o deslumbramento do homem pelo poder. O livro de contos Na Terra dos Homens recebeu o Prémio Literário Miguel Torga em 2008. Tem ainda contos incluídos nas coletâneas Jovens Criadores (2007), Como Desenhar o Corpo Humano (2018), Mães Que Tudo (2019), Biblioteca: Narrativas (2022) e outras publicações coletivas.  
Obras publicadas:
- O Vendedor de Tempo (conto infantil), Minotauro 2023

- O Elefante com o Coração na Lua (conto infantil), Minotauro 2019
- As Falsas Memórias de Manoel Luz (romance), Minotauro 2017
- A Vida Inútil de José Homem (romance), Gradiva 2013
- O Tempo do Senhor Blum e outros contos (contos), CM Montemor-o-Velho 2013
- Na Terra dos Homens (contos), Almedina 2009
- O Amargo das Laranjas (conto), CM Horta 2009
- O Princípio de Todas as Coisas (conto infantil), Arca das Letras 2008
- Sete Palmos de Terra (contos), CM Montemor-o-Velho 2007
- Benedito Homem (conto), colectânea Jovens Criadores, CPAI e 101 Noites 2007

## Prémios Literários
- Prémio Agustina Bessa-Luís 2012 por A Vida Inútil de José Homem (romance)
- Prémio Afonso Duarte 2012 por O Tempo do Senhor Blum e outros contos (contos)
- Prémio Hernâni Cidade 2009 por A Vida Imperfeita de José Redondo (conto)
- Prémio Branquinho da Fonseca de Conto Fantástico  por A dança das borboletas (contos)
- Prémio Literário Miguel Torga 2008 por Na Terra dos Homens (contos)
- Prémio Florêncio Terra 2008 por O Amargo das Laranjas (conto)
- Prémio Matilde Rosa Araújo 2007 por O Princípio de Todas as Coisas (conto infantil)
- Concurso Jovens Criadores 2007 por Benedito Homem (conto)
- Concurso Jovem Criador 2006 por O Último Dilúvio (conto)
- Prémio Afonso Duarte 2006 por Sete Palmos de Terra (contos)